# Bukaortaaneurysm
Bukaortaaneurysm eller abdominellt aortaaneurysm (AAA) är en lokliserad förstoring av bukaortan har en diameter som överstiger 3cm eller är mer än 50% större än normalfallet. Bukaortaaneurysm ger oftast inga symptom förutom när de spricker eller brister. I vissa fall kan ett aneurysm ge upphov till buk-, rygg- eller smärta i benen. Stora aneurysm kan ibland kännas genom att trycka på buken. Ruptur kan ge upphov till smärta i buk eller rygg, lågt blodtryck eller kortvarig medvetandeförlust.
Bukaortaanerysm uppkommer huvudsakligen bland de som är över 50 år gamla, hos fler män än kvinnor, och bland personer med en familjehistoria av bukaortaanerysm. Ytterligare riskfaktorer är rökning, högt blodtryck och andra hjärt- eller kärlsjukdomar. Genetiska förutsättningar som medger en ökad risk är Marfans syndrom och Ehlers-Danlos syndrom. Bukaortaanerysm är den vanligaste formen av aortaaneurysm. Cirka 85 procent sitter under njurhöjd, med resterande fall antingen i nivå med eller ovanför njurarna.
I Sverige har screening av bukaortaaneurysm hos 65-åriga män successivt införts sedan 2006 och är från 2015 ett nationellt screeningprogram. Screeningundersökningen utförs med ultraljud. Utvärdering av screeningprogrammet i Sverige har visat att dödlighet kopplat till bukaortaneurysm minskat med 4% per år och uppskattas att rädda 90 liv per år. I USA screenas män med ultraljud då de är mellan 65 och 75 år gamla om de tidigare varit rökare, enligt rekommendation. I Storbritannien screenas alla män över 65 år enligt rekommendation. Australien har inga riktlinjer för screening. När ett aneurysm påvisas, utförs ytterligare normalt sett med regelbundna mellanrum.
Att undvika rökning är det enskilt bästa sättet att förebygga sjukdomen. Andra förebyggande metoder är behandling av högt blodtryck, behandling vid höga kolesterolvärden och att undvika övervikt. Kirurgi rekommenderas vanligen när en bukaorta-diameter överstiger 5.5 cm hos män och 5.0 cm hos kvinnor. Skäl att tidigarelägga reparation av aneurysm är förekomst av symptom eller snabb ökning i storlek av aneurysmet. Reparation kan ske antingen via öppen kirurgi eller EVAR (endovascular aneurysm repair). Jämfört med öppen kirurgi medför EVAR lägre risk för död på kort sikt och kortare vårdtid, men är inte alltid ett fullgott alternativ. Utfall på längre sikt verkar inte skilja sig mellan de två behandlingsmetoderna. Med EVAR finns högre risk för behov av upprepade operationer.
Bukaortaaneurysm drabbar mellan 2 % och 8 % av den manliga befolkningen över 65 års ålder. Förekomsten hos kvinnor är en fjärdedel av den hos män. Bland de med ett aneurysm av storleksordningen mindre än 5.5cm i diameter är risken för ruptur (att aneurysmet spricker) under nästföljande år lägre än 1%. Bland de med aneurysm på mellan 5.5 och 7 cm är risken ungefär 10 %, medan risken bland dem med ett aneurysm i storleksordningen över 7 cm i diameter är ungefär en på tre. Vid brustet bukaortaaneurym är dödligheten mellan 85% och 90%. År 2013 orsakade bukaortaaneurysm 152,000 dödsfall i världen, en stigning från 100,000 dödsfall år 1990. I USA orsakade bukaortaaneurysm mellan 10 000 och 18 000 dödsfall år 2009.